# Tàngara de Parker
La tàngara de Parker (Parkerthraustes humeralis) és un ocell de la família dels tràupids (Thraupidae) i única espècie del gènere Parkerthraustes Remsen, 1997.

## Hàbitat i distribució
Habita la selva pluvial de l'Amazònia meridional.

## Taxonomia
Inclòs antany a la família dels cardinàlids (Cardinalidae) és ubicat als tràupids (Traupidae) arran els treballs de Klicka et al. 2007